# Pipunculus denticeps
Pipunculus denticeps är en tvåvingeart som beskrevs av Kuznetzov 1990. Pipunculus denticeps ingår i släktet Pipunculus och familjen ögonflugor.
Artens utbredningsområde är Mongoliet. Inga underarter finns listade i Catalogue of Life.